# مارك كارول (لاعب دوري الرغبي)
مارك كارول (بالإنجليزية: Mark Carroll)‏ هو لاعب دوري الرغبي أسترالي، ولد في 26 فبراير 1967 في Penrith, New South Wales ‏ في أستراليا.